# Ejido Mimila
Ejido Mimila är en ort i Mexiko.   Den ligger i kommunen Tulancingo de Bravo och delstaten Hidalgo, i den sydöstra delen av landet, 100 km nordost om huvudstaden Mexico City. Ejido Mimila ligger 2 242 meter över havet och antalet invånare är 436.
Terrängen runt Ejido Mimila är kuperad åt sydväst, men åt nordost är den platt. Runt Ejido Mimila är det tätbefolkat, med 476 invånare per kvadratkilometer. Närmaste större samhälle är Tulancingo, 7,6 km öster om Ejido Mimila. Omgivningarna runt Ejido Mimila är en mosaik av jordbruksmark och naturlig växtlighet.